# Ministère du Développement économique
Cet article concerne un ministère russe. Pour l'équivalent italien, voir Ministère du Développement économique (Italie).
Pour les autres articles nationaux ou selon les autres juridictions, voir Ministère de la Justice.

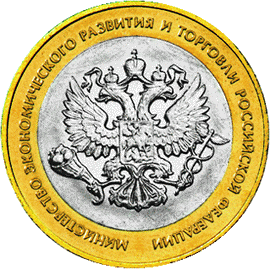
Emblème du ministère au revers d'une pièce de dix roubles

Le ministère du Développement économique de la fédération de Russie (en russe : Министерство экономического развития Российской Федерации) est un ministère fédéral de la fédération de Russie situé à Moscou au 1-3, 1re rue Tverskaïa-Iamskaïa. Il est chargé par le gouvernement russe de mettre en œuvre la politique de développement économique du pays. Il succède au ministère de l'Économie de la fédération de Russie. En 2008, ce ministère a été scindé entre le nouveau ministère de l'Industrie et du Commerce et l'actuel ministère du Développement économique de la fédération de Russie.
Il est dirigé par Maxim Reshetnikov depuis le 21 janvier 2020.

## Liste des ministres
| Nom | Nom                      | Dates du mandat | Dates du mandat | Parti       | Président du gouvernement         |
| --- | ------------------------ | --------------- | --------------- | ----------- | --------------------------------- |
|     | German Gref              | 18/05/2000      | 24/09/2007      | Indépendant | Mikhaïl Kassianov Mikhaïl Fradkov |
|     | Elvira Nabioullina       | 24/09/2007      | 21/05/2012      | Russie unie | Viktor Zoubkov Vladimir Poutine   |
|     | Andreï Belooussov        | 21/05/2012      | 24/06/2013      | Indépendant | Dmitri Medvedev                   |
|     | Alexeï Oulioukaïev       | 24/06/2013      | 15/11/2016      | Indépendant | Dmitri Medvedev                   |
|     | Yevgeniy Yelin (intérim) | 15/11/2016      | 30/11/2016      | Indépendant | Dmitri Medvedev                   |
|     | Maxim Oreshkin           | 30/11/2016      | 21/01/2020      | Indépendant | Dmitri Medvedev                   |
|     | Maxim Reshetnikov        | 21/01/2020      | en cours        | Russie unie | Mikhaïl Michoustine               |